# Smartglasses

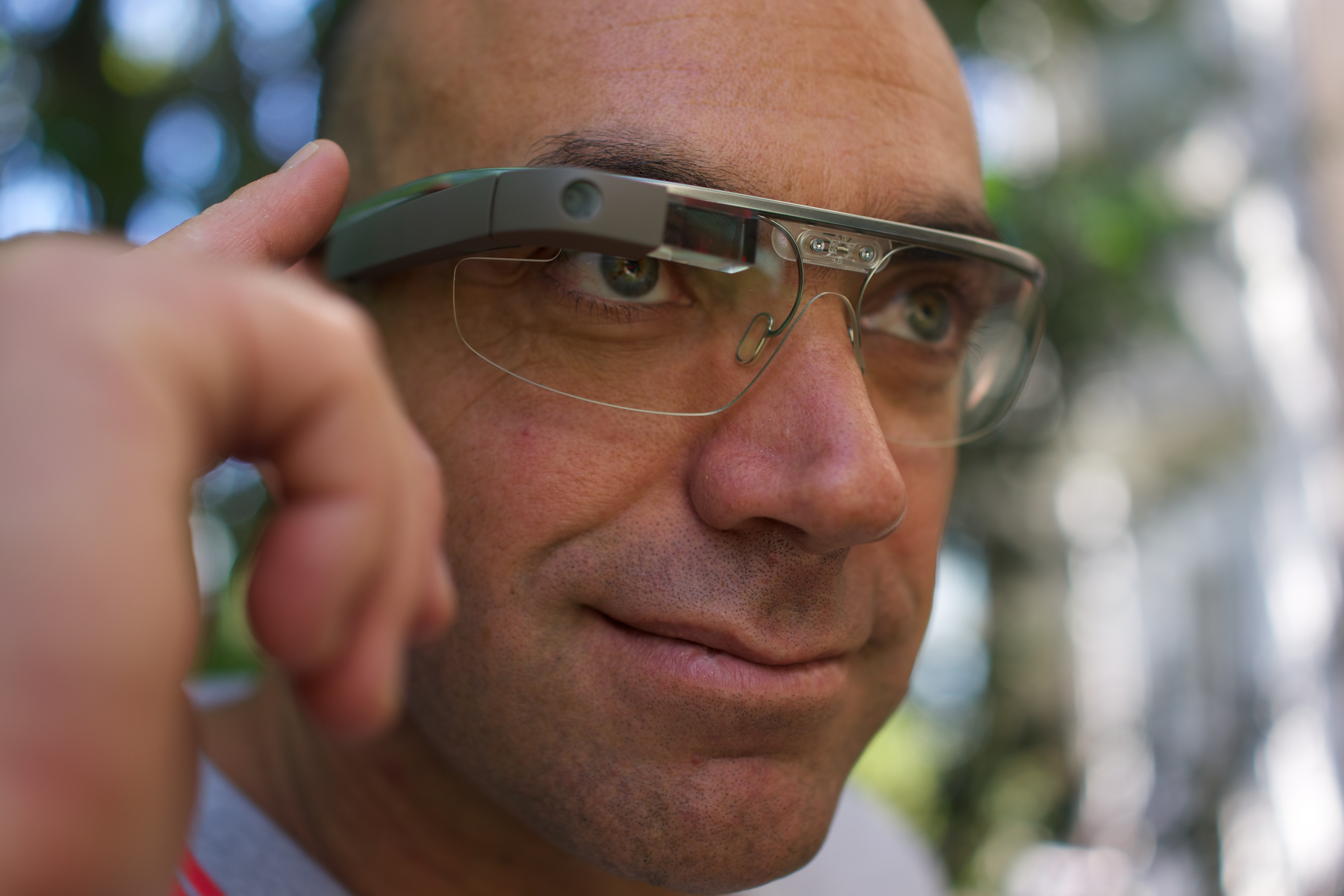
Google Glass, 2013

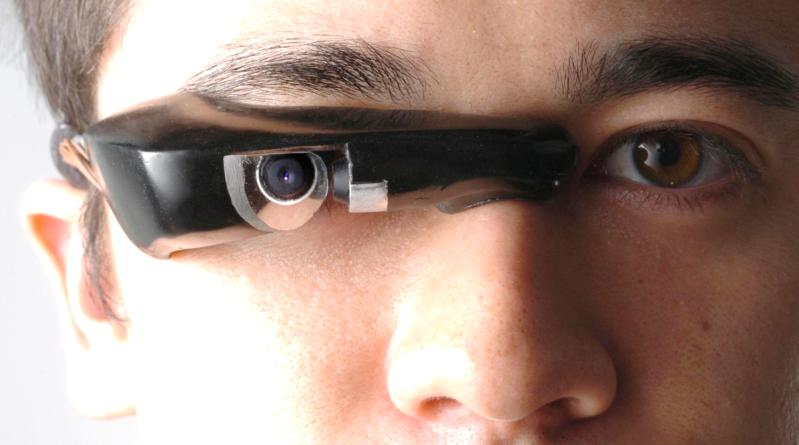
Monokulares EyeTap aus Spritzguss, 1998

Smartglasses (oder umgangssprachlich: Datenbrille) sind tragbare (wearable) Computer, die Informationen zum Sichtfeld des Benutzers hinzufügen. Sie ermöglichen augmented Reality bzw. mixed Reality.

## Bauarten von Displays
Es bestehen verschiedene Bauformen für Displays, welche sehr nahe vor den Augen des Nutzers angebracht sind (Head-Mounted Display). Diese können in zwei Gruppen eingeteilt werden: basierend auf Kugelspiegel (curved mirror) oder Wellenführung (wave-guide). Verschiedene Wellenführungstechniken bestehen bereits seit längerer Zeit, darunter Diffraktionsoptik, holographische Optik, polarisierte Optik, reflektierende Optik und Projektion. Ein Beispiel für eine Projektion direkt auf die Netzhaut des Anwenders, ist das Virtual retinal display.

## Mensch-Computer-Interaktion
Für die Schnittstelle zum Menschen, die Mensch-Computer-Interaktion, gibt es hier folgende sinnvolle Steuerungsmöglichkeiten:
- Touchpad oder Knöpfe
- kompatibles Gerät (z. B. Smartphone, Controller)
- Sprachsteuerung (Voice User Interface/VUI)
- Gestensteuerung[9]
- Eye tracking
- Brain-Computer-Interface/BCI (z. B. EEG-Sensoren)

## Pioniere auf dem Gebiet der Smartglasses
Als bekannteste Pioniere können Thad Starner, Professor am California Institute of Technology und Berater für die Entwicklung des ersten Google Glass, sowie Steve Mann, Erfinder des EyeTap, genannt werden.
Inzwischen existieren diverse DIY- und in Teilen zum Nachbau geeignete Varianten von Smartglasses. Mit dem Brilliant Labs Frame wurde etwa 2024 ein Modell vorgestellt, deren Software vollständig und Hardware anteilig open-source dokumentiert ist.

## Rezeption durch die Öffentlichkeit

### Interesse in der Bevölkerung
Laut einer Umfrage aus dem Jahr 2015 können sich 38 Prozent der Deutschen ab 14 Jahren vorstellen, eine Brille wie Google Glass zu nutzen. Unter den 14- bis 29-Jährigen sind es 57 Prozent, bei den 30- bis 49-Jährigen 40 Prozent, 35 Prozent der 50- bis 64-Jährigen und 23 Prozent der Bundesbürger über 65 Jahren können sich laut Umfrage die Nutzung vorstellen. 17 Prozent der Befragten geben demnach an, dass sie ein solches Gerät in jedem Fall nutzen werden.

### Bedenken zur Privatsphäre
Durch die Präsentation von Google Glass wurden kurz darauf Bedenken geäußert bezüglich des Eingriffs in die Privatsphäre und die Etiquette beim Verwenden solcher Geräte in der Öffentlichkeit, die das Fotografieren und Filmen von Personen ohne deren Erlaubnis ermöglichen.
Datenschützer befürchten, dass Träger solcher Brillen in der Lage sein könnten, Fremde in der Öffentlichkeit mittels Gesichtserkennung zu identifizieren oder private Gespräche aufzunehmen und zu senden.
Mit Google Glass wurde beispielsweise das Auslösen einer Fotoaufnahme durch bloßen Lidschlag ermöglicht.
Einige Einrichtungen in den USA hatten Google Glass bereits vor der Veröffentlichung verboten und gaben Sorgen um mögliche Verletzungen der Privatsphäre ihrer Kunden an.
Nach europäischem Recht kann die Nutzung von Smartglasses im öffentlichen Raum als eine rechtswidrige private Videoüberwachung eingestuft werden, die häufig mit der Verletzung des Rechts am eigenen Bild, der Vertraulichkeit des Wortes, informationeller Selbstbestimmung, der Privatsphäre sowie des Schutzes vor Überwachungsdruck als Bestandteilen des Allgemeinen Persönlichkeitsrechts, einhergehen kann. Betroffenen Personen soll daher bereits gegen eine potentielle Erfassung durch Smartglasses ein Notwehrrecht zustehen, das im äußersten Fall auch zu körperlicher Gewalt und Zerstörung der Geräte berechtigen kann.

### Sicherheitsbedenken
Auch Bedenken bezüglich des Führens von Fahrzeugen während der Nutzung solcher Brillen wurden geäußert. Am 31. Juli 2013 wurde bekannt, dass Fahrern das Tragen von Google Glass während der Fahrt in Großbritannien vermutlich verboten wird.

## Smartglasses in der Arbeitswelt
Die Verwendung von Smartglasses in der Arbeitswelt hat stark zugenommen. Vor allem im Bereich der Lagerlogistik und der Kommissionierung von Produkten werden Datenbrillen inzwischen routinemäßig eingesetzt, da Untersuchungen erwiesen haben, dass sie Arbeitsprozesse beschleunigen und die Effizienz steigern können. Eine Pilotstudie hat die Bewegungsabläufe während einer typischen Kommissioniertätigkeit mithilfe des CUELA-Messsystems zur Erfassung von Muskel-Skelett-Belastungen aufgezeichnet. Das Ergebnis lässt vermuten, dass Datenbrillen zumindest teilweise einen positiven Einfluss auf die Körperhaltung beim Kommissionieren haben.
Datenbrillen können auch bei der sicheren Inbetriebnahme von Flurförderzeugen eingesetzt werden. Dabei erfolgt der Sicherheitscheck der Fahrzeuge bisher konventionell durch analoge Checklisten, sodass Informationen über Schäden erst mit Zeitverlust vorliegen. Mit der Kamerafunktion einer Datenbrille kann ein Mangel am Fahrzeug hingegen digital dokumentiert und in Echtzeit an die zuständigen Personen weitergeleitet werden.
Mithilfe von Smartglasses können auch Empfehlungen für weniger rückenbelastende Arbeitsweisen abgeleitet werden. Dazu dient ein personengetragenes Biofeedbacksystem: Man verwendet eine Datenbrille, die mit Miniatur-Inertialsensoren kommuniziert, die an Beschäftigten angebracht sind. So können hohe Muskel-Skelett-Belastungen in Echtzeit visualisiert werden. Dieses System ist eine spezielle Variante des CUELA-Messsystems, das eine Online-Darstellung von Wirbelsäulenbelastungen bei der Ausführung von Tätigkeiten ermöglicht.
Smartglasses werden auch in virtuellen Simulationen zur Sicherheit zukünftiger Arbeitsplätze eingesetzt (s. Virtuelle Realität im Arbeitsschutz). So lassen sich gefährliche Arbeitssituationen nachstellen oder die Gebrauchstauglichkeit und Sicherheit von Produkten überprüfen.
Eine Untersuchung hat die Nutzung von Datenbrillen bei der Bedienung von Flurförderzeugen geprüft und eine Zunahme der sensorischen und kognitiven Belastung nachgewiesen. Wie sich diese Belastung auf die Sicherheit und Gesundheit von Beschäftigten auswirkt, müssen weitere Studien klären.

## Einordnung in den Bereich der Technik
Smartglasses sind am Körper (genauer: am Kopf) getragene Geräte und damit Wearables. Im Bereich der Informatikforschung und der neueren Entwicklungen in der Industrie wird auch von „immersive computing“ oder „spatial computing“ gesprochen. Immersion ist der Eindruck des „Eintauchens“ in eine computergenerierte audiovisuelle Umgebung. „Räumliche Computersysteme“ verwenden darüber hinaus die physische Umgebung, welche mittels optischen Sensoren geometrisch erfasst wird und als „Medium“ für Anwendungen aller Art dient. Computergrafiken überlagern dabei bspw. auf glaubwürdige Weise Elemente in einem geschlossenen Zimmer und bieten Entertainment (z. B. Gaming, virtuelle Bildschirme), Kommunikation (z. B. Chats mit Avataren) oder Arbeitsanwendungen (z. B. CAD).
Für Vertreter des Lifelogging stellen Smartglasses auch eine eventuelle Option für das Erfassen ihres Tages- und Lebenslaufs dar.

## Mechanische Aspekte von Smartglasses
Derzeit steht bei der Entwicklung vieler Smartglasses die Datenfunktionalität und –visualisierung im Mittelpunkt, weshalb der Optimierung der Gelenktechnik weniger Beachtung geschenkt wird. Brillen für Virtual Reality werden in der Regel statisch am eigenen PC / Arbeitsplatz / Wohnzimmer eingesetzt und müssen nicht klein zusammengefaltet verstaubar sein. Oft sind diese Modelle deshalb mit einem elastischen Kopfband oder starren Bügeln ausgestattet.
Smartglasses und Datenbrillen hingegen stellen im Gegensatz zu normalen Korrektionsbrillen oder Sonnenbrillen erweiterte Anforderungen an die Brillenscharniere: Die verbaute Elektronik und ggf. Akustik und Optik führt zu einer starken Gewichtserhöhung. Während eine durchschnittliche Korrektionsbrille zwischen 9 g und 15 g und große Sonnenbrillen bis max. 35 g wiegen, können Smartglasses und Datenbrillen zwischen 40 g und 100 g erreichen.
Wird die Datenbrille über einen längeren Zeitraum (z. B. am Arbeitsplatz) getragen, darf das Gewicht den Tragekomfort nicht beeinträchtigen. Trotz der größeren Masse muss das Brillenscharnier die Brille sicher am Kopf des Trägers halten und, wenn es sich um ein gefedertes Scharnier handelt, auch den entsprechenden Anpressdruck an die Schläfen für einen komfortablen Sitz liefern. Beim Zusammenfalten der Fassung sollen die schweren Bügel außerdem nicht auf die Gläser der Front „fallen“. Hierzu muss das Scharnier auch in der Lage zu sein, die Schließ-Bewegung abzudämpfen oder ggf. mechanisch zu begrenzen.

### Funktionsintegrierte Kinematik
Werden bei Smartglasses Daten, Signale oder Strom zwischen Bügel und Brillenfront ausgetauscht, z. B., wenn ein Display in der Brillenfront von der Elektronik im Brillenbügel gespeist wird, sich die Batterie sich im einen Bügel und die Elektronik im anderen befindet oder wenn die Elektronik beider Bügel miteinander synchron arbeiten soll, ergeben sich weitere Anforderungen an die Kinematik der Brille.
Eine mögliche Lösung ist, elektrische Kontakte zwischen Bügel und Front zu platzieren, die den Stromkreis schließen, wenn der Brillenbügel ganz aufgeklappt ist. Nachteil bei dieser Bauform, ist, dass die Kontakte im zusammengeklappten Zustand offen liegen. Durch Berührung oder Verschmutzung kann so die Funktionalität beeinträchtigt werden. Abhilfe kann hier die Führung eines (Flachband-)Kabel oder eine flexible Leiterbahn (FPC-Verbinder) durch das Scharnier schaffen. Um das Kabel vor Kontakt zu schützen, sollte allerdings eine Abschirmung nach außen bestehen.

### Tragekomfort
Wie bei konventionellen Brillen kann der Tragekomfort durch Federscharniere erhöht werden. Ist dies technologisch nicht umsetzbar oder nicht gewünscht, können Scharniere ohne Feder einen gleichmäßigen, leicht gedämpften Gang erzeugen, wobei zusätzlich das Zufallen der Bügel durch das Eigengewicht vermieden wird. Entsprechende Dämpfung und Gangregulierung erreicht man beispielsweise durch die Verwendung von speziellen Schraubensicherungen mit einem kunststoffumspritzten Schaft, die eine definierte Reibung im Scharnier erzeugen.

## Bekannte Smartglasses
- 2013: Google Glass von Google LLC
- 2015: Microsoft HoloLens von Microsoft, Epson Moverio[26]

- 2016: Snap Spectacles von Snap Inc.
- 2017: AR-Cardboard von Aryzon[27]
- 2018: Magic Leap One von Magic Leap, Intel Vaunt von Intel
- EyeTap von Steve Mann
- 2019: Microsoft HoloLens 2 von Microsoft